# Summer Nights (Grease)
Summer Nights is een lied uit de musical Grease uit 1978. Het wordt gezongen door John Travolta en Olivia Newton-John en werd hetzelfde jaar als single uitgebracht.
Summer Nights werd geschreven door Jim Jacobs en Warren Casey en werd een grote hit, zowel in de Verenigde Staten als in het Verenigd Koninkrijk. Het was een van de hitsingles van de soundtrack van de film.

## Hitnoteringen
Summer Nights (de opvolger van het Travolta-Newton-John duet You're the One That I Want) bereikte de 5de plaats in de Billboard Hot 100. De single was zelfs nog een groter succes in het Verenigd Koninkrijk waar het 7 weken op nummer 1 stond in 1978 en het Greasenummer "Sandy" van de eerste plaats wist te houden.

### NPO Radio 2 Top 2000
| Nummer met noteringen in de NPO Radio 2 Top 2000 | '00 | '01  | '02  | '03  | '04  | '05  | '06  | '07 | '08  |
| ------------------------------------------------ | --- | ---- | ---- | ---- | ---- | ---- | ---- | --- | ---- |
| Summer Nights                                    | 767 | 1170 | 1459 | 1599 | 1453 | 1807 | 1685 | -   | 1838 |

1. ↑  Een '-' betekent dat het nummer niet was genoteerd en een vetgedrukt getal geeft de hoogste notering aan.
2. ↑  2000 was het eerste jaar met een notering voor dit nummer.
3. ↑  Deze tabel is bijgewerkt tot en met de laatste editie (2024).